# Scraptia platydera
Scraptia platydera es una especie de coleóptero de la familia Scraptiidae.

## Distribución geográfica
Habita en Sudáfrica.